# Operação Calicute

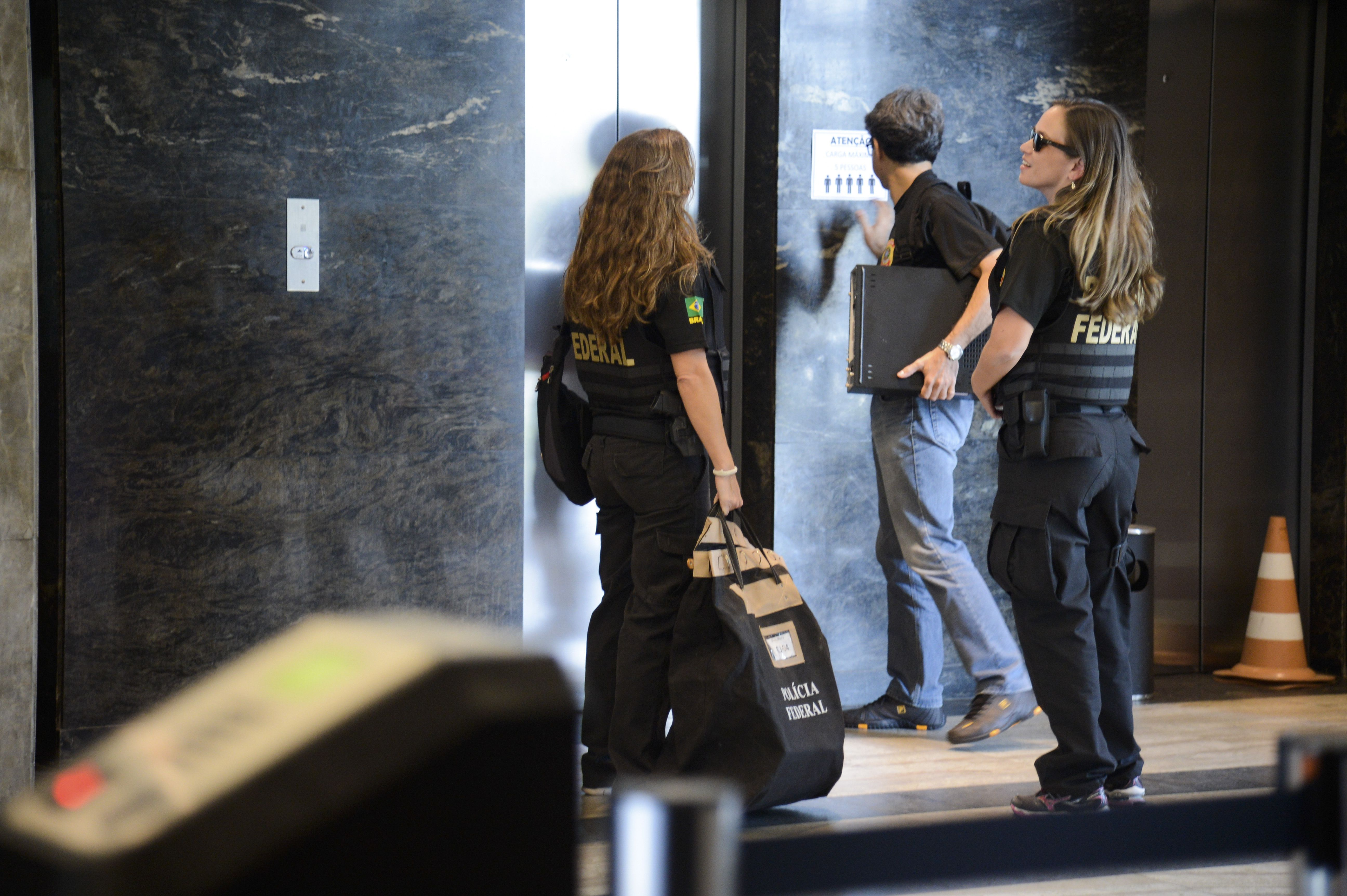
Agentes da Polícia Federal confiscando computadores e outros documentos na Operação Calicute.

Operação Calicute (expandida para Operação Descobridor) foi uma operação policial brasileira deflagrada pela Polícia Federal, em 17 de novembro de 2016, que representou a 37ª fase da Operação Lava Jato. Teve como principal alvo o ex-governador do Rio de Janeiro Sérgio Cabral.
O nome é uma referência à cidade de Calicute, na costa da Índia, local de uma derrota do descobridor do Brasil, Pedro Álvares Cabral em um episódio conhecido como "A Tormenta de Calicute". Posteriormente foi desmembrada pelo Supremo Tribunal Federal e se juntou à Operação Radiotividade, no Rio de Janeiro, conduzida pelo juiz federal Marcelo Bretas, da 7º vara federal do Rio.
A Calicute apura crimes de corrupção, lavagem de dinheiro e associação criminosa nas obras para a urbanização em Manguinhos (PAC Favelas), construção do Arco Metropolitano e reforma do estádio do Maracanã para a Copa de 2014.
Entre 1º de agosto de 2014 a 10 de junho de 2015, quase 40 milhões de reais teriam sido movimentados no Brasil, enquanto mais de 317,8 milhões de reais teriam sido movimentados no exterior, entre depósitos em contas, diamantes guardados em cofres e quatro quilos e meio de ouro.
Posteriormente, em janeiro de 2017, surgiu a Operação Eficiência, que prendeu o empresário Eike Batista sendo um desdobramento da Calicute. Sérgio Cabral também foi alvo da Eficiência, e teve um mandado de prisão expedido pelo juiz federal Marcelo Bretas, e no mês seguinte, a Operação Mascate, que prendeu um operador financeiro de Cabral. Em março de 2017, a PF deflagrou a Operação Tolypeutes, que investigou pagamento de propina sobre contratos da linha 4 do Metrô do Rio de Janeiro.

## Fase inicial

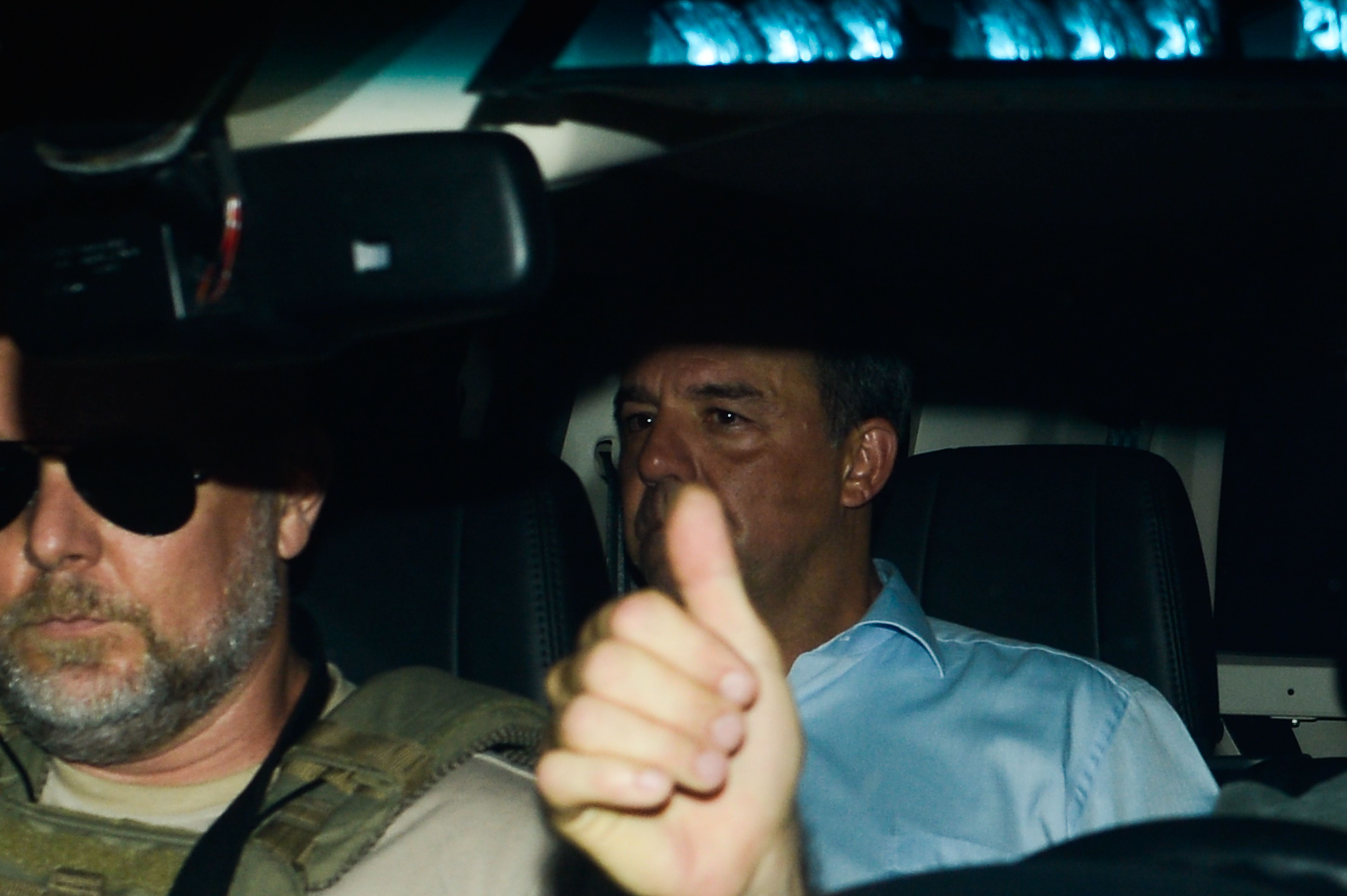
Ex-governador do Rio de Janeiro Sergio Cabral sendo levado pela PF.

A operação prendeu o ex-governador do Rio de Janeiro Sérgio Cabral sob a acusação de cobrança de suborno em contratos com o poder público. A ação teve o objetivo de investigar o desvio de recursos públicos federais em obras realizadas pelo Governo do Estado do Rio de Janeiro, cujo prejuízo estimado é superior a 224 milhões de reais. A investigação partiu das delações do dono da Delta Engenharia, o empreiteiro Fernando Cavendish, e de executivos da Carioca Engenharia e Andrade Gutierrez, no âmbito do inquérito do caso Eletronuclear. Revelou-se à força-tarefa que os executivos das empreiteiras se reuniram no Palácio Guanabara, sede do governo estadual, para tratar do dinheiro ilícito, e que houve cobrança nos contratos de grandes obras. Só a Carioca Engenharia comprovou o pagamento de mais de 176 milhões de reais em propina para o grupo. Ao todo, a polícia visou cumprir 38 mandados de busca e apreensão, 8 de prisão preventiva, dois de prisão temporária e 14 conduções coercitivas.
O esquema criminoso, chefiado por Sérgio Cabral, teria movimentado 220 milhões de reais em propinas a agentes estatais em obras executadas com recursos federais.
Além de Cabral, foram presos seu braço direito e ex-secretário de governo Wilson Carlos, seu ex-assessor Wagner Jordão Garcia e seu ex-secretário de Obras Hudson Braga. A mulher de Cabral, a advogada Adriana Ancelmo, também foi levada para a sede da Polícia Federal.

## Desdobramentos

### Operação Eficiência

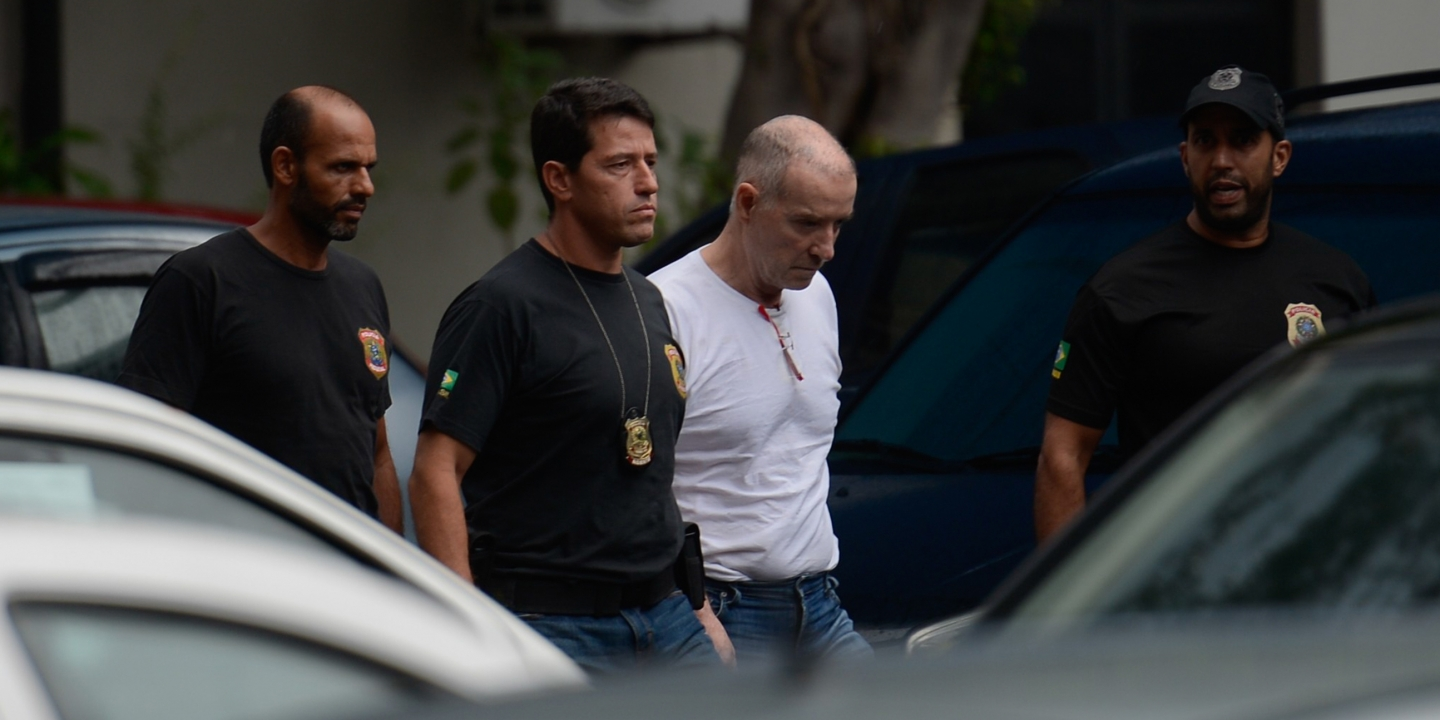
Eike Batista, de cabeça raspada, sendo levado à Bangu pela polícia

Em 26 de janeiro de 2017, a Polícia Federal deflagrou a Operação Eficiência que investigou crimes de corrupção ativa e passiva, organização criminosa, lavagem de dinheiro e na ocultação no exterior de aproximadamente 100 milhões de dólares (cerca de 340 milhões de reais). Entre os alvos dos mandados estava o empresário Eike Batista. Um objeto das investigações é o pagamento de um suborno de 16,5 milhões de dólares a Sérgio Cabral por Eike Batista e Flávio Godinho (já preso), do grupo EBX, usando a conta Golden Rock no TAG Bank, no Panamá. Segundo o Ministério Público Federal, o valor foi solicitado por Cabral a Eike Batista em 2010. Identificaram-se ao menos onze contas.  A PF cumpriu mandados de busca e apreensão em cerca 40 endereços, que são de presos e de pessoas que foram prestar depoimentos e de empresas investigadas nesse inquérito. Segundo a Polícia Federal, o Ministério Público Federal já conseguiu repatriar cerca de 270 milhões de reais, que estão à disposição da Justiça Federal em conta aberta na Caixa Econômica Federal. A força-tarefa agora solicita cooperação internacional para o bloqueio e repatriação dos valores ainda ocultos em outros países.
O inquérito indiciou doze pessoas pelos crimes de corrupção passiva, lavagem de dinheiro e organização criminosa, dentre elas o ex-governador do Rio Sérgio Cabral e o empresário Eike Batista.
Em 8 de maio de 2017, a PF cumpriu mandado de busca e apreensão, a partir de uma investigação de lavagem de dinheiro da ex-mulher de Sérgio Cabral. O Ministério Público Federal diz que a casa foi comprada por 600 mil reais em nome da Araras Empreendimentos Consultoria e Serviços Ltda, sem que, aparentemente, tivesse recursos de origem lícita compatível. Ainda há por parte da investigação, informações de que, nos meses de janeiro e fevereiro de 2017, houve o descarregamento de um container de quadros na casa de Susana Neves (ex-mulher de Cabral). A suspeita é de que os bens foram usados para lavar dinheiro do esquema.

### Operação Mascate
Em 2 de fevereiro de 2017 foi lançada a terceira  fase, buscando Ary Ferreira da Costa Filho, que segundo as acusações intermediava a lavagem de dinheiro da propina arrecadada pelo grupo de Cabral, era um dos operadores financeiros responsável por receber a propina para todo o grupo, criava esquemas de lavagem de dinheiro e ocultação de patrimônio. Ary acompanhava Cabral desde 1980 e movimentou, no mínimo, 8 milhões de reais, usava uma empresa de outro envolvido no esquema para esconder que era dono de imóveis e lavava dinheiro, segundo os procuradores, também com a compra de carros importados de luxo. A polícia cumpriu mandados de busca e apreensão em dez endereços, em três edifícios.
Costa Filho começou a trabalhar em um cargo comissionado no gabinete de Cabral em 1996. Posteriormente, passou por várias secretarias no governo de Cabral e se tornou assessor especial do ex-governador, estava no governo de Luiz Fernando Pezão até poucos dias antes da operação.
Em 9 de fevereiro a Polícia Federal entregou à Justiça documento com indícios que Pezão recebeu propina da organização criminosa de Cabral. O material teria sido encontrado na casa de Luiz Carlos Bezerra, preso na Operação Calicute.

### Operação Tolypeutes
No dia 14 de março de 2017, a Polícia Federal deflagrou a operação Tolypeutes com a prisão do diretor da Companhia de Transportes sobre Trilhos do Estado do Rio de Janeiro (RioTrilhos), Heitor Lopes de Sousa Junior, e o atual subsecretário de Turismo do estado e ex-subsecretário de Transportes, Luiz Carlos Velloso. Segundo o acordo de leniência de executivos da Carioca Engenharia, o esquema de corrupção que existia na secretaria Estadual de Obras do Rio, com a cobrança de propina das empreiteiras envolvidas em contratos bilionários de obras civis, ocorreu também na secretaria estadual de Transporte. De acordo com depoimentos, Heitor recebia a propina no canteiro de obras e em dinheiro vivo. Heitor era sócio de duas empresas que prestavam serviço para a construção da Linha 4 do Metrô do Rio de Janeiro.

### Operação Fatura Exposta
Em 11 de abril de 2017, agentes da Polícia Federal, do Ministério Público Federal e da Receita Federal prenderam Sérgio Côrtes, ex-secretário de Saúde do governo Sérgio Cabral, e os empresários Miguel Iskin e Gustavo Estellita. A operação é um desdobramento Calicute, foi batizada de "Fatura Exposta". A operação investiga fraudes em licitações para o fornecimento de próteses para o do Instituto Nacional de Traumatologia e Ortopedia (Into). A propina chegaria a 10 por cento do valores dos contratos. Cerca de 5 por cento ficaria para Sérgio Cabral e 2% para Côrtes.

## Investigações e prisões

### Rei Arthur
A investigação encontrou repasses de 1 milhão de reais para o escritório de Adriana Ancelmo, mulher de Cabral vindos do Grupo Facility. O grupo é propriedade de Arthur César de Menezes Soares Filho, amigo próximo do ex-governador, conhecido nos bastidores da política pelo apelido de "rei Arthur", dado seu poder de influenciar Cabral e Pezão. Além do repasse para o escritório de Adriana, a LRG, empresa de Carlos Miranda, o operador acusado de recolher a propina do ex-governador, recebeu mais 660 mil reais de Soares. É apontado como o maior fornecedor de mão de obra terceirizada para o governo de Cabral, tendo conhecido Cabral ainda como deputado estadual (1991-2002) e ficou mais próximo quando ele se elegeu senador. Chegou a faturar 2 bilhões de reais por ano.  Em 2014, o empresário vendeu o grupo Facility, que passou a se chamar Grupo Prol.
O empresário também foi acusado de repassar 1,5 milhões de dólares a Papa Massata Diack, filho do então presidente da Federação Internacional de Atletismo (IAAF) e membro do comitê executivo do COI, o senegalês Lamine Diack. A transferência ocorreu três dias antes da eleição do Rio para sede dos Jogos Olímpicos de 2016, sendo foi feita pela Matlock Capital Group, uma holding nas Ilhas Virgens que tem ligação com Soares.
O empresário também teria envolvimento no Grupo Prol, um dos maiores fornecedores do governo do Rio, com contratos celebrados nas mais variadas secretarias e sobre as mais variadas competências (hospitais, presídios, delegacias e o Detran, cujo contrato chega a 1 bilhão de reais). Alguns nomes ligados à empresa estiveram em cargos do governo e representantes vinculados ao grupo já foram usados para abrir contas para o deputado cassado Eduardo Cunha. Também há ligações com a Prefeitura do Rio, durante o mandato de Eduardo Paes, quando a Prol fazia a gestão do Centro de Operações do Rio. Sem sede no Rio, sem endereço e informações básicas sobre sua existência, a Prol suscitou suspeitas de que seus empresários seriam, na verdade, laranjas do Rei Arthur.
Outra linha de investigação segue passagem de gestão do Centro de Diagnóstico por Imagem, por Cabral, para a SKS, empresa composta pela KB Participações, o então novo nome da Facility Participações, e pela Xeriffe, de Miguel Iskin, maior fornecedor de equipamentos hospitalares do Estado e ligado ao então secretário de saúde Sérgio Côrtes.
No Detran, em 2009, os contratos com o grupo somavam mais de 700 milhões de reais e uma investigação do Ministério Público estadual revelou que as licitações no Detran eram combinadas, com outros dois grupo econômicos participando da disputa só para dar aparência de legalidade e competividade, mas a Facility sempre ganhava os contratos. O inquérito já dura cinco anos e não tem data para terminar.
Além do Executivo estadual, as empresas de Soares prestavam serviços para o Tribunal de Justiça, Ministério Público e Tribunal de Contas do Estado.
Sendo investigado em tantas frentes, Soares mudou-se para Miami. Foi convocado pelo Ministério Público para dar explicações sobre os inúmeros problemas nos contratos da Facility e da Prol com o governo do estado, esteve no Brasil e retornou aos Estados Unidos no mesmo dia.
O grupo Prol continua sendo um dos maiores fornecedores do governo do Rio, tem como sede a Suíça e tem como sócios, três empresas no Panamá.

### Doleiros uruguaios
Em 3 de março de 2017 foram presos em ação conjunta da polícia do Uruguai com a Polícia Federal do Brasil Vinícius Claret, conhecido como Juca Bala, e Cláudio Fernando Barbosa, sócio dele, após pedido da força-tarefa da Operação Calicute. Juca Bala foi citado na Operação Calicute pelos irmãos e doleiros Renato e Marcelo Chebar, que fizeram delação premiada. Renato Chebar contou que recebia mensalmente de Cabral entre 50 e 250 mil reais e com o aumento do volume de dinheiro, as operações no banco de Nova York já não eram suficientes, sendo preciso comprar dólares no mercado paralelo, através do Uruguai.

## Delações premiadas
Em abril de 2017, os executivos da rede de joalheria H.Stern, fecharam acordo de delação premiada com o MPF para revelar detalhes do esquema de lavagem de dinheiro do grupo que seria liderado por Sérgio Cabral. O acordo envolve o presidente e o vice-presidente da joalheria,  o diretor financeiro, e a diretora comercial, que concordaram em pagar multas que somam 18,9 milhões de reais. No mês anterior, a diretora comercial Maria Luiza, já prestou depoimento, como colaboradora, no processo da Operação Calicute. Eu seu depoimento, disse que uma joia, de 1,2 milhão de reais, foi paga em dinheiro vivo, por meio do operador Carlos Miranda, amigo de Cabral. Depois, ela trocou a mesmo joia um brinco de diamante canário no valor de 1,8 milhão de reais. A diferença, de 600 mil reais, também foi paga em dinheiro vivo. De acordo com Maria Luiza, Cabral sempre pedia que não fossem emitidas notas fiscais.